# Meghyperus occidens
Meghyperus occidens är en tvåvingeart som beskrevs av Daniel William Coquillett 1895. Meghyperus occidens ingår i släktet Meghyperus och familjen dvärgdansflugor. Inga underarter finns listade i Catalogue of Life.